# Sicarius terrosus
Sicarius terrosus är en spindelart som först beskrevs av Hercule Nicolet 1849.  Sicarius terrosus ingår i släktet Sicarius och familjen Sicariidae. Utöver nominatformen finns också underarten S. t. yurensis.